# Mézères
 Mézères  es una población y comuna francesa, situada en la región de Auvernia, departamento de Alto Loira, en el distrito de Le Puy-en-Velay y cantón de Vorey.

## Demografía
| 173 | 164 | 124 | 105 | 101 | 102 |
| Para los censos de 1962 a 1999 la población legal corresponde a la población sin duplicidades (Fuente: INSEE [Consultar]) |     |     |     |     |     |